# Scheel (adelsslægt)
 For alternative betydninger, se Scheel. (Se også artikler, som begynder med Scheel)
Von Scheel eller von Scheele er en slægt, der føres tilbage til oberst Heinrich Scheel (død 1634), som deltog i Trediveårskrigen på østrigsk side og 1627 bosatte sig i Holsten. Hans søn, voldmester ved Københavns fæstning Joachim Scheel (1632-1685), blev fader til generalløjtnant og Hvid Ridder Hans Heinrich von Scheel (1668-1738), der var med de danske hjælpetropper i engelsk sold i den pfalziske Arvefølgekrig 1690-1697 og som under krigen i Skåne 1709-1710 og siden i Nordtyskland bl.a. viste duelighed og dristighed som rekognoscent. I sine senere år havde han overkommandoen over fortifikationsetaterne i Danmark og Holsten, idet han ligeledes ledede befæstningsanlæg i Norge. Ved kgl. åbent brev af 1. oktober 1890 blev hans descendenter anerkendte som hørende til den danske adel, idet slægten dog kun kunne påberåbe sig rangadelskab i henhold til Rangforordningen af 1717. Han var fader til oberst Giord (Georg) Heinrich Scheel (1706-1757) og til kommandant i Fredrikstad, generalmajor Hans Jacob von Scheel til Frogner ved Oslo (1714-1774).
Den førstnævnte af de to brødre blev atter fader til generaladjutant hos kronprins Frederik, major, kammerherre Heinrich Otto von Scheel (1745-1808), kendt som bearbejder af Frederik IVs krigshistorie og som en dygtig artilleriofficer, der 1787 gik i preussisk tjeneste og senere avancerede til generalmajor, endvidere til toldforvalter i Itzehoe, oberstløjtnant, kammerherre Bendix Ferdinand von Scheel (1749-1827) – hvis søn, gehejmekonferensråd Ludvig Nicolaus von Scheele (1796-1874), der forandrede slægtsnavnets stavemåde, var fader til 2. staldmester, kammerherre Ludvig Ferdinand August von Scheele (1833-1903) – og endelig til den ugifte kommandant på Kronborg, generalløjtnant Hans Ulrich Moritz von Scheel (1753-1832). Generalmajor H.O. Scheel har efterladt afkom, der blomstrer i Tyskland.
Blandt ovennævnte generalmajor H.J. Scheels sønner skal nævnes sorenskriver i Solør og Odalen, justitsråd Hans Heinrich Scheel (1746-1813), amtmand i Stavanger Frederik Otto Scheel (1748-1803) og byfoged i Fredrikstad Anton Vilhelm Scheel (1763-1810). Sorenskriverens ældste søn, karakteriseret major Hans Jacob Scheel (1779-1851), blev farfader til dansk kontreadmiral Axel Vilhelm Scheel (1864-1950); en anden søn, overtoldbetjent i Brevik Jens Herman Scheel (1783-1856), der som premierløjtnant deltog i træfningerne ved Lier og Matrand, var fader til sorenskriver i Toten Johan Christian Ræder Scheel (1823-1898), blandt hvis børn skal nævnes justitiarius Herman Carsten Johannes Scheel (1859-1956) og malerinden Signe Scheel (1860-1940). Sorenskriveren var endelig fader til toldinspektør i Skien, kaptajn Anton Henrik Scheel (1791-1878), som var med i felttogene 1808 og 1814. Hans sønnesøn, Christian Frederik Scheel (1865-), har været ekspeditionschef i det norske Handels- og Søfartsdepartement. Den ovennævnte byfoged A.V. Scheel blev fader til gehejmekonferensråd Anton Wilhelm Scheel (1799-1879), der var ugift, og til oberstløjtnant og kommandant på Oscarsborg, senere toldkasserer i Fredrikstad Henrik Sigvard Scheel (1806-1891). Sidstnævntes ældste søn, læge i Oslo Axel Christian Scheel (1837-1900), blev fader til Norges gesandt i Tyskland, Østrig og Ungarn Arne Scheel (1872-1943) og til overlæge ved Ullevål kommunale Sygehus, dr.med. Olaf Scheel (1875-1943); en yngre søn, assessor i Norges Højesteret Anton Vilhelm Rosing Scheel (1840-1910), til bureauchef i det norske Justitsdepartement Jørgen Herman Vogt Scheel (1883-) og til statsarkivar i Oslo, dr.phil. Andreas Fredrik Grøn Scheel (1886-1932). Malerinden Benedicte Theodora Scheel (1851-1929) var oberstløjtnant H. Scheels datter.